# 許新枝
許新枝（1928年10月25日—2024年10月7日），臺灣政治人物、商人。生於桃園郡桃園街（今桃園市桃園區）人。曾任桃園縣縣長、桃園青商創會長、台灣省政府民政廳長、內政部政務次長、監察委員、首任國立臺北大學校友總會理事長、三菱電梯董事長等職。

## 生平

### 早年生平
許新枝於昭和三年（1928年）10月25日出生在新竹州桃園郡桃園街埔仔（今西埔里）。祖父許添成在四十五歲時向桃園街中路的保正林廷燦承租五甲水田耕作，舉家搬到地主鄰右的田寮居住。父親許天順為長子，小時曾為牧童、長工，直到許添成成為農戶後才回家耕作。許新枝為許天順長子。:38-39
小時候因許家負擔沉重的田租，無法上學。其父與五個叔叔都因家貧未上學，日本政府在地方設有「國語講習所」，祖父受到管區警察勸導，讓許新枝上了一期。到許新枝九歲時，於昭和十一年（1936年）4月進入桃園第一公學校（今桃園國小）。當時許新枝在放學後，還要幫忙牧牛，以及插秧、幫大人搓草、割稻、種植蔬菜。:48-55隨著日軍發動戰爭，日本政府在桃園趕建桃園軍用機場，要求高年級學生協助，去大檜溪（今南崁溪）撿石頭，搬上卡車送到大園工地，當時全班被要求「勤勞奉獻」十多次。日中戰爭激烈後，公學校學童也被帶隊帶國旗到桃園火車站前，為「在鄉軍人」（日本人）送行。當南京和武漢三鎮等大城市占領時，也被安排參加夜間提燈遊行。:78
許新枝曾回憶公學校三年級時，1940年左右桃園街出身的簡朗山被任命為日本貴族院議員後，日籍校長曾邀請他到公學校演講。簡朗山留著小鬍子、身穿西裝。由於簡氏未受正規教育，所說的國語（日語）夾帶臺語腔，讓臺下不懂禮貌的小孩捧腹大笑。一旁的日籍校長忙著阻止學童不禮貌行為，避免尷尬。:23
昭和十六年（1941年），學校為改名「武陵國民學校」，增加「戰爭局勢」說明會，由校長與各班導師分別在朝會及各班教室宣揚日軍勝仗。當時政府指定各郡最大的國民學校設置高等科，招考國校畢業生修業二年。:89昭和十七年（1942年）4月畢業後，進入武陵國民學校高等科。

### 戰爭下中學教育
昭和十九年（1944年）4月，許新枝自高等科畢業。當時戰爭激烈，只有少數公營企業正常營運，招募高等科畢業生。另日本海軍也招集高等科畢業生為海軍工員。許新枝感覺赴日受訓取得技術人員資格較有前途，遂與十多名同學填寫自願書一起報名。在長輩考慮美軍正頻繁空襲日本本土下，軍港可能成為主要攻擊目標，不願許新枝離鄉，建議祖父同意讓許新枝報考中等學校。:90最後進入臺北的「開南工業學校」（後來的開南商工）機械科，利用火車從桃園到臺北通勤。
昭和二十年（1945年）1月，隨著日軍遭同盟國反攻，節節敗退。日本政府作最後一博，3月初命令全國學校停課，中學高年級與大專學校男性徵召入營。當時就讀開南工業學校一年級升二年級的許新枝也被徵召入營。機械科學生被編入臺灣軍第一三八七八部隊，任陸軍二等兵。前往五股「五股農民學校」的臨時軍營受訓。:97-98當時傳聞美軍即將登陸臺灣，在臺日軍準備進行決死作戰，下令各部隊在駐地鄰近山丘開挖山洞，儲存軍糧與槍械。學生兵即被命令協助日本老兵，點燃瓦斯燈，日夜輪流開挖山洞。:98-995月時，臺北空襲，目睹日軍機被美機擊落，其中一架墜毀於臺北圓山的臺灣神社。:1078月15日，在營區聽「玉音放送」。許新枝回憶當時收音機嘈雜，一點都聽不清楚是什麼事情。直到傍晚聽到軍官辦公室傳來哭泣聲，看到日本軍官擦拭軍刀和手槍，似乎要自殺殉國。後來傳說有一人切腹自殺，其他人服從天皇命令，無條件投降。:108一個星期後，學生兵奉令晉升一級，成為陸軍一等兵並退出軍隊。9月1日，學校重新開學。:109
1946年5月，舊制開南工業機械科學生提前畢業。9月，新制學校開學，即開南商工。:116許新枝加入學生自治會。1948年6月，許新枝至開南高級部機械科畢業。:1361950年8月，臺北「行政專科學校」招考。許新枝考入行政專科學校民政科，同學有大法官董翔飛、財政部處長劉實英等。:1381952年8月，當時政府宣布大專畢業男生應服預官役，許新枝入營接受訓練。同年參加特種考試，以第一志願分發至臺灣省政府民政廳擔任科員。:145

### 政途
1952年9月，許新枝報到後，被指派到臺灣省政府民政廳第四科工作，當時廳長是楊肇嘉。:163第四科主管山地鄉行政，當時大多數原住民居住於高山上，居住環境不良，文化水準與經濟狀況落後平地人。許新枝進第四科時，科裡正積極進行山地鄉的土地測量調查和清理地籍資料。:163
進入民政廳後，許新枝開始思考人生規劃。當時縣市議會部分議員素質不高，半數以上是國小程度。許新枝認為他以大專學歷、省政府職員參選縣議員，或可爭取知識份子認同。許新枝遂利用每週假日返鄉，得到鄉親認同。在查閱鄉鎮民代表組織資料後，發現他可以以民政廳的職位，外兼桃園的鎮民代表。因此先參加鎮民代表選舉，以200多票落敗。在已達宣傳效果下，參加隔年縣議員選舉。:171-173
1954年1月，許新枝參選第二屆桃園縣議員選舉，面臨票源區的陳捷連參選縣議員。許新枝在桃園、八德選區，以1200多票落選頭第一位落選，在13位候選人中排名第七。:173-176落選後，許新枝恢復每月去省政府民政廳的工作。當時一好友林文泉在開南任教，告知許新枝東吳大學已在臺復校，校址在臺北市漢口街。次年七月，許新枝參加東吳大學法律系二年級轉學考試及格，並於九月註冊入學上課。:176
1955年1月，第三屆桃園縣議員選舉。許新枝以無黨籍身分投入選舉。因為無黨籍的身分，許新枝受到國民黨政府以品性不好、欠稅的謠言攻擊。投票前幾天，還發生助選員遭其他候選人助選員毆打的事件，在報案前，許新枝特地與助選員在街上宣傳，突顯無黨籍被迫害，然後去派出所報案，選舉結果，許新枝以第二高票當選桃園縣議員。:182當選後，許新枝立即被北區縣議員招去北投聯誼，當時縣長是桃園縣「北區」出身的徐崇德，照慣例議長必須是南區人馬。當時議長候選人有中壢的吳鴻麟及龍潭的李蓋日，本屆國民黨並未整合，因此兩派候選人爭得很厲害。吳鴻麟與北區的人合作較好，因此獲北區議員支持。當酒會結束後，在北投待了一個禮拜，避免票再被拉走。最終議長選舉，北區失敗。:183-184在縣議員就任後，許新枝辭去民政廳工作。晚上繼續到東吳念書。

### 桃園鎮長
1956年，桃園鎮鎮長改選。當時國民黨內有現任的鎮長及當過副議長的張富爭取，初選結果，國民黨提名現任鎮長，引起副議長人士不滿，認為現任鎮長是好好先生，並沒積極建設地方，導致桃園建設落後中壢。遂私下在鎮內物色人才，找上許新枝。:186-187許新枝起先反對，但最後在遊說方熱誠遊說下，許新枝認為鎮長比起縣議員可實際建設，因此答應參選。:198
許新枝參選消息曝光後，由於他未加入國民黨，因此受到壓力。當時許新枝獲三個縣議員支持，信用合作社的系統也支持他，認為鎮公所做事不積極。反對國民黨的民間人士，則認為國民黨做事官官相護，想支持無黨派的人，這股力量遂結合起來支持他。:199投票當天，開票進行到一半發生電燈忽然熄滅事件，當時許新枝的助選員都帶著手電筒，一停電就打開電燈照射，使對方無法作弊。:203開票結果，許新枝以七十多票之差當選桃園鎮長。然而第二天監察小組就來找他，說對方檢舉他投票日在投票所一百公尺範圍從事競選活動。事實上是投票日當天，有助選員告訴他，在第七十七個投票所有管理員，在用「Do Re Mi」作弊：即蓋手印將非執政黨員的選票弄髒、讓選票無效。許新枝遂以縣議員身分去監察，請主任管理員、監察員表示有人檢舉作弊。沒想到此時旁邊卻有人照了相，以此作為拉票證據。當許新枝將情形解釋給監察小組時，並說可以找證人，結果他們並不接受，判定許氏違規。:203-204許新枝更在7月6日新任鎮長就職日，遭新竹地方法院宣判「當選無效」。:205
許新枝被判「當選無效」後，支持者認為判決不公平，要求訴諸於選民，再給選民作一次判決，證明清白。於是許新枝決定參加第二次競選，這次除了許新枝跟原來的鎮長外，原先支持他的張富也登記參選。張富陣營表示希望許氏讓他參選，這樣國民黨以後會對他更好。唯許新枝認為他是新任鎮長當選人，只是因為受不公的判決，所以他必須再次參選證明是非。在溝通無效下，對方威脅許新枝若不放棄，他們那邊不會支持他，憑許新枝的力量難以當選。許新枝認為如果他真的接受勸退，一定會被認為得到好處、被收買，以後跳到黃河都洗不清，因此堅持參選。:206
許新枝堅持要選的態度，受到各方壓力：警察局局長、分局長、憲兵隊長、調查局，情報機關都來，地方上有力人士也勸他退出選舉，連支持她的兩個議員，有一位也勸他退出。但許新枝認為如果他一旦放棄，將來作任何事情，別人都不會相信他，所以寧願落選也不棄權。於是在競選初期，他跑到臺北縣樹林鎮高中同學周金鎮的家裡躲了起來，他家開營造廠，有工寮。到棄權期限過後，回到桃園開始選舉活動。當時選舉事務所受到壓力，不肯再借給他。許新枝的助選員也受監視無法活動，只好採哀兵姿態，用宣傳車宣傳及市場耳語。結果出人意外，許新枝獲得更多選票，當選鎮長。:206-2089月就任。

### 徵召入伍與八二三砲戰
許新枝就任鎮長不久，11月就接到自稱是省政府官員打來的電話，透露即將徵召他去當兵。當時許新枝有輕微肺結核病，遂到臺大醫院檢查，在徵集令到時，以檢驗報告請求緩徵。隔年一月，再度收到徵集令，主管單位要求先入營，在由軍醫院檢查，如果許新枝不去報到就法辦，最後許新枝只好辦休學、停職，入營受訓。:215-216
在1956年12月的《自由中國》雜誌的社論〈如何糾正臺灣選舉弊端〉一文，就以許新枝的遭遇來抨擊國民黨對黨外的打壓，與參選臺中縣長而被徵召入伍的王地相提並論。文中稱「桃園縣桃園鎮的無黨籍鎮長許新枝，在選前不願意接受勸退而執意參選，在當選後竟然被桃園地方法院判決其「當選無效」，並立即舉辦第二次選舉，可是許新枝又獲得民眾的支持而再度當選，結果他收到的並不是「當選證書」而是一張徵召「入伍令」。」
當時預備軍官第五期已在車籠埔開訓三個月，許新枝被分發到政工幹校，接受第二階段軍事訓練，在政工幹校時，就有上級指導員找他加入國民黨，唯許新枝考慮如果現在入黨，以後黨不理他，他又不能退黨，搞不好以後會更慘，因此表示還不能入黨。:219經四個月訓練，許新枝於1957年5月被分發到陸軍第五十八師，部隊營區在后里。:2171957年8月，部隊移到臺北市，駐守雙連國小旁邊。:2179月初，在臨時接到一紙命令，要他到鳳山的陸軍步兵學校補受基本訓練，從少尉恢復二等兵受訓六個月。
1958年2月，回到陸軍第五十八師，擔任政工幹事。回部隊時才知部隊已調到林口，正在進行作戰訓練，準備開赴金門前線。雖然許新枝覺得這是有意安排，但也只能逆來順受。5月，移動到桃園縣八德鄉；6月調往金門，部隊被派到頂堡。由於得知中共的軍隊正加強軍事裝備與訓練，可能不久會攻擊金門。因此當下加緊防禦工事，士兵在碉堡上加土。:220不久後，八二三砲戰爆發。
八二三砲戰爆發時，許新枝剛吃飽飯，端著飯碗要回營房。隨後爆炸聲，砲彈在身邊落下，大家遂就各自戰鬥位置，開始還擊。在砲戰中，每天住在碉堡，三餐也在碉堡解決。經歷兩個多禮拜砲擊，感覺對方砲擊減少。:222-224原本預備軍官服役一年半，8月底就要退伍。但因炮戰爆發，船都停開，而且戰爭期間，士兵不能退伍。到9月下旬，許新枝才收到退伍令。:225回到臺北松山機場。1958年9月30日，復任鎮長。
1959年，許新枝連任桃園鎮長。12月就任。鎮長任內與北一女畢業的蘇淑皚結婚。
1963年，許新枝參選第三屆臺灣省議員選舉。當時國民黨在桃園提名張富、大溪的簡欣哲以及中壢的葉寒青。許新枝回憶當時他知名度提高，連外地人都支持。當時跟國民黨對抗的候選人，容易成為大家注意的焦點，如臺北市的高玉樹，桃園方面的他。許新枝以無黨籍身分參選，受到國民黨動用警察，警告其助選員，或是跟蹤、監視他們，導致很多鄉下人不敢公開為他助選。許新枝的優勢是他被視為地方上的民主鬥士。:255-256
競選期間，沒人敢借他房子當競選辦事處，許新枝一發表地點，馬上有警察、情報機關的人去警告、威脅他們。最後許新枝向親戚借用在縣政府附近的空地，搭帳篷競選。日後許信良參選縣長，也是搭帳篷做競選辦事處。:256-257最終國民黨桃園縣黨部將石門水庫的眷區票改撥張富，使簡欣哲意外落選。:255-2561963年4月28日，許新枝當選臺灣省議員。
省議員時期，許新枝針對省政府實施的低價徵購稻穀、用肥料換穀的不合理對價，提出多次質詢。:263-264當時省議會中，許新枝叫為印象深刻的省議員有許世賢及郭雨新，許世賢經常對國民黨政府壓制黨外提出質詢，以及大聲疾呼提升婦權保障；郭雨新雖會講國語（北京話），但質詢時一定用臺語，非常堅持民主制度。:273
1964年9月，許新枝在省議員任內參加中興大學轉學考試，考入行政系三年級，在兩年內修完課程。:2731965年10月，許新枝受省議會安排訪問日本，為第一次出國。並拜訪出身中壢的同鄉李合珠。回國後，許新枝向當局建議應先過戶中華民國駐日大使館，免得日後被中國接管，引發麻煩。唯當時政府並未採取行動。日後大使館產權果真被中共接收去了。:274-275

### 桃園縣長
1967年10月1日，許新枝加入國民黨。許新枝認為要參選縣長，受到桃園軍眷戶很多，如果沒有軍眷戶支持，要當選縣長不容易。此外，他在鎮長已吃過一次虧，如果以黨外當選縣長，他們要進一步害他，還可以判刑事的罪，恐怕他一生的理想就完了。最後在大學的老師吳英荃教授、以及住在桃園的立法委員馬濟霖介紹下，加入中國國民黨。:288-2891968年4月，國民黨舉行黨內初選。許新枝為避免引起現任縣長陳長壽反感，因此登記了縣長及縣議員。最後國民黨考慮陳長壽的健康因素，提名許新枝參選第六屆桃園縣長選舉。:290-291許新枝在選舉中擊敗了黨外的黃玉嬌，當選縣長。
在縣長任內，許新枝與中央經濟部工業局合作，開闢桃園工業區、內壢工業區、龜山工業區、平鎮工業區。以低廉的價格提供廠商來設廠。並爭取在大園鄉建設國際機場，向水利會購買池塘，用以興蓋醫院、法院、職訓所。加速農地、市地重劃的工作，爭取林口特定區權益。:302-306並收回在桃園火車站前，被空軍總部借用多年未還的兩百坪土地。:316-317
桃園縣長屆滿前，按慣例下一屆換南區擔任。當時有意角逐者是省議員吳伯雄。縣黨部一度考慮許新枝的政績優秀，向黨中央組工會建議，讓他繼續參選連任，吳伯雄繼續任省議員。當時許新枝必須再做連任工作。:322-3231972年，政府改組。謝東閔出任臺灣省主席，當許新枝在參加位於中興新村的就任典禮，順道拜訪秘書長洪樵榕時。洪樵榕透露許新枝可能入省政府，6月10日，許新枝在龍潭鄉參加業務會報時，電視新聞報導許氏將出任臺灣省民政廳第十任廳長。:3231972年6月15日，許新枝出任臺灣省政府民政廳廳長。

### 民政廳長與省議員
1972年6月15日，出任臺灣省民政廳長。當時民政廳負責輔導地方，健全基層組織。當時地政的工作非常繁重，效率不高。又因臺灣工商業開始起飛，各地區興建很多工廠、房舍。因此土地登記及測量的案件非常多。但地政人員沒有增加，儀器設備老舊，引發民怨。許新枝遂向省主席報告需要增加地政人員。:333-334並建議土地徵收，建物補償費提高標準，按建材作標準。並為山地鄉爭取經費，在山地鄉指定保留地，近只平地人買賣，但政府以無價、無條件放領給原住民，讓他們有土地所有權。:333-338
然而許新枝回憶他在「戶警合一」上表達反對立場，他認為戶籍本職上屬「民政」系統，如果「戶警合一」，由鄉公所民政課移到警察局，民眾看警察局會像衙門。唯主席謝東閔裁決「戶警合一」。:339許新枝也受到攻擊，認為他向中央爭取民政廳長，使廳長並非由謝東閔屬意的中部人士出任。並且有中部政治人物建議廳長由陳時英出任，謝東閔也受到影響。:339-340在一次苗栗爭取在縣內開闢農場時，省府提案由產業道路的預算撥幾千萬去開闢農場，引起許新枝反對。當謝東閔執意撥款時，許新枝表示主席決定我們只有照辦，但希望明年度多給我們一些補助款項。引起謝東閔發脾氣，當天派秘書到臺北見蔣經國，說民政廳長跟他不能配合，要求換人；否則他就不做。第二天人事命令就發布，許新枝調任行政院研考會副主任委員，由陳時英接廳長位置。:341-342
1975年9月，許新枝出任行政院研考會副主委。
1977年，第六屆省議員選舉。當時國民黨中央黨部組織工作會主任李煥向許新枝表示，希望他準備選副議長。許新枝於桃園縣北區再度投入省議員選舉。在選舉中，目睹了當時脫黨參選第八屆桃園縣長選舉許信良的團隊，許信良在中壢的公園搭了很大的帳篷總部。許新枝認為選舉問題在於歐憲瑜是吳伯雄大力提拔，加上其父在日治時期當警察，得罪許多地方人士。此外，此時社會對國民黨政府的不滿增多，合起來成一股力量支持許信良，並非是反對歐憲瑜才支持許信良。開票當天，發生中壢事件。:349-360同時許新枝再度當選省議員。
許新枝成功回鍋第六屆省議員，開始布局副議長選舉。然而遇到有人向中央報告他在省議員選舉時，逕自對外公佈要選副議長，引起當局不滿。最後魏綸洲見大家相爭不下，提議由他和議長蔡鴻文拜票。最後國民黨部順理成章提名他們搭檔競選。許新枝認為授意他選副議長的是李煥，省黨部是多少要讓李煥難堪。:361-362當時黨外的蔡介雄有意競逐議長，黨外議員也找過許氏願意支持他當副議長。唯許氏認為他是國民黨黨員，必須遵從黨的決定，沒有接受他們提議。:363
1980年，許新枝經友人介紹。到日本法政大學大學院進修博士學位。1987年3月，論文通過，正式獲得法政大學大學院政治學博士。:367-368

### 中央時期
1981年6月，正值縣市長與省議員改選。當時國民黨省黨部副主委謝幼華詢問桃園選情，希望他回鍋再競選縣長。唯許新枝認為自己已當過省議員、縣長，再當省議員已不好意思，回頭選縣長可能讓人看笑話，因此婉拒。7月，臺灣省主席林洋港傳達上級要他再選省議員的訊息，所以許氏向國民黨部辦理登記，為選舉布局。9月時，國民黨中央黨部秘書長蔣彥士表示情況有些改變，中央內政部出缺一位次長，希望他接內政部次長。許新枝遂撤銷登記。:373-374
1981年12月3日，許新枝出任內政部政務次長。在政務次長任內，又兼任法規會主任委員。許新枝受到部長林洋港信任，任內主持研究和協調下，逐漸完成《勞動基準法》和《消費者保護法》。並擬定《槍械彈藥管理條例》草案，送到立法院立法。:376-380
許新枝回憶當時政壇有股暗流，本土政治人物有林洋港與李登輝兩位明日之星，受到各界注意。彼此幕僚偶爾也難免競爭，當時許新枝認為兩位如發生摩擦，非國家之福。因此有幾次化解。1984年，蔣經國連任第七任總統。當時副總統之位外界曾猜是李登輝或林洋港，最後是李登輝獲提名。許新枝認為這跟李氏留學美國、比較有國際觀有關。此外當時蔣經國尊重蔣彥士的意見，而蔣彥士又特別推薦李登輝，最後使李登輝捷足先登。:380-386
1984年6月，行政院長孫運璿意外中風，由俞國華接任行政院長，內閣進行改組。當時林洋港調任行政院副院長，林洋港極力推薦許氏出任內政部部長，唯最終由吳伯雄接任。:3861984年7月，內閣人事底定後，中央安排許氏出任中央電影公司董事長。
1990年9月1日，出任正中書局董事長。
許新枝認為文化界工作並非他的專長，私下還是想回政治、行政工作。因此許新枝決心參選立委，開始回桃園籌備，也向國民黨地方黨部登記。審查階段，國民黨中央黨部祕書長宋楚瑜表示，能擔任立法委員的人很多，但監察委員條件比較高。希望許新枝轉向選舉監察委員，獲許氏接受。在林洋港、謝東閔推薦下，總統李登輝提名許氏為監察委員候選人。:400-4011993年2月1日，出任第二屆監察委員。
許新枝在監察委員任內，刻刻提案調查臺北市論情西餐廳大火案，臺北市政府的責任，並調查臺北卡爾登理容院大火。:404參與了彈劾監察委員蔡慶祝利用職權向銀行貸款案、屏東縣長伍澤元、臺北縣長尤清徵收臺北大學土地案，以及臺中市長林柏榕對火災案。林柏榕案第一次彈劾未過，引起抗議。最後第二次彈劾，決議讓林氏休職六個月。:407-408
1995年4月，林洋港受到慫恿參選首屆民選總統。當時林洋港也問他意見，許新枝認為國民黨已提名李登輝；民進黨推出彭明敏，政黨政治已經形成氣候了。沒有政黨的背景很困難。現在選舉還未到，大家的答應都不算數，即使財團屆時只會應付給個十萬二十萬，是無法當選的。:415-416當時林洋港希望許新枝負責桃園選區，許新枝表示他還是國民黨員，又是現任監委，無法出面助選。當林洋港問他搭配競選怎麼樣？許新枝表示他不敢，沒希望的事情他不會做。:416
2000年，參與創辦開南管理學院。

## 家族
- 其子許世晃是台灣重金屬圈的資深音樂製作人身兼六翼天使團長。外孫女楊珩為非凡新聞記者主播主持人，畢業於美國哥倫比亞大學及西北大學傳播研究所擁有雙碩士學位。胞弟許睿智以76歲高齡，參與第一屆桃園市長選舉。

## 註解
1. ↑  現烈嶼守備大隊。